# لورنس فونديربوركي
لورنس فونديربوركي (بالإنجليزية: Lawrence Funderburke)‏ مواليد 15 ديسمبر 1970 في كولومبوس، هو لاعب كرة سلة أمريكي سابق بدأ مسيرته الاحترافية في سنة 1994. تم اختياره من قبل فريق سكرامنتو كينغز خلال الدرافت وحمل الرقم 59. يبلغ طوله 6 قدم 9 بوصة (2.1 م). اعتزل اللعب في 2005. أحرز خلال مسيرته في الإن بي إيه 2031 نقطة بمعدل 6.4 نقاط في المباراة الواحدة.

## روابط خارجية
- لورنس فونديربوركي على موقع إن بي أي (الإنجليزية)
- لورنس فونديربوركي على موقع سبورتس رفرنس (الإنجليزية)
- لورنس فونديربوركي على موقع كرة السلة الأوروبية.كوم (الإنجليزية)
- لورنس فونديربوركي على موقع كلية كرة السلة في سبورتس رفرنس.كوم (الإنجليزية)
- لورنس فونديربوركي على موقع ريلجم (الإنجليزية)
- لورنس فونديربوركي على موقع بروبوليرز (الإنجليزية)